# Tisztességtelen ajánlat
A Tisztességtelen ajánlat (eredeti cím: Indecent Proposal) 1993-ban bemutatott amerikai romantikus filmdráma Adrian Lyne rendezésében, Robert Redford és Demi Moore főszereplésével.

## Cselekmény
Diana (Demi Moore) és David (Woody Harrelson) fiatal házaspár, aki évek óta együtt élnek. Pénzügyekben is sikeresek, mígnem elmennek Las Vegasba, ahol minden pénzüket elvesztik. John Gage (Robert Redford) milliárdost elkápráztatja a gyönyörű Diana, és ekkor Gage egy tisztességtelen ajánlatot tesz: egymillió dollárt fizet Davidnek, mindössze annyit kér, hogy Dianával eltölthessen egy éjszakát.

## Szereplők
| Színész            | Szerep             | Magyar hang          |
| ------------------ | ------------------ | -------------------- |
| Robert Redford     | John Gage          | Kozák András         |
| Demi Moore         | Diana Murphy       | Nyakó Júlia          |
| Woody Harrelson    | David Murphy       | Reisenbüchler Sándor |
| Seymour Cassel     | Mr. Shackleford    |                      |
| Oliver Platt       | Jeremy Green       | Mihályi Győző        |
| Billy Bob Thornton | férfi a kaszinóban | Wohlmuth István      |
| Rip Taylor         | Mr. Langford       | Pataky Imre          |
| Billy Connolly     | árverés vezetője   | Hollósi Frigyes      |
| Pamela Holt        | David barátnője    |                      |
| Tommy Bush         | David apja         |                      |
| Sheena Easton      | önmaga             |                      |
| Herbie Hancock     | önmaga             |                      |
| Joel Brooks        | ingatlanügynök     | Gruber Hugó          |

## Díjak és jelölések
|                      | Kategória                        | Jelölt                                     | Eredmény |
| -------------------- | -------------------------------- | ------------------------------------------ | -------- |
| 14. Arany Málna-gála | Legrosszabb film                 | Sherry Lansing (producer)                  | Elnyerte |
| 14. Arany Málna-gála | Legrosszabb forgatókönyv         | Amy Holden Jones                           | Elnyerte |
| 14. Arany Málna-gála | Legrosszabb rendező              | Adrian Lyne                                | Jelölve  |
| 14. Arany Málna-gála | Legrosszabb férfi főszereplő     | Robert Redford                             | Jelölve  |
| 14. Arany Málna-gála | Legrosszabb női főszereplő       | Demi Moore                                 | Jelölve  |
| 14. Arany Málna-gála | Legrosszabb férfi mellékszereplő | Woody Harrelson                            | Elnyerte |
| 14. Arany Málna-gála | Legrosszabb eredeti dal          | Lisa Stansfield: "In All the Right Places" | Jelölve  |